# Karyn Kusama

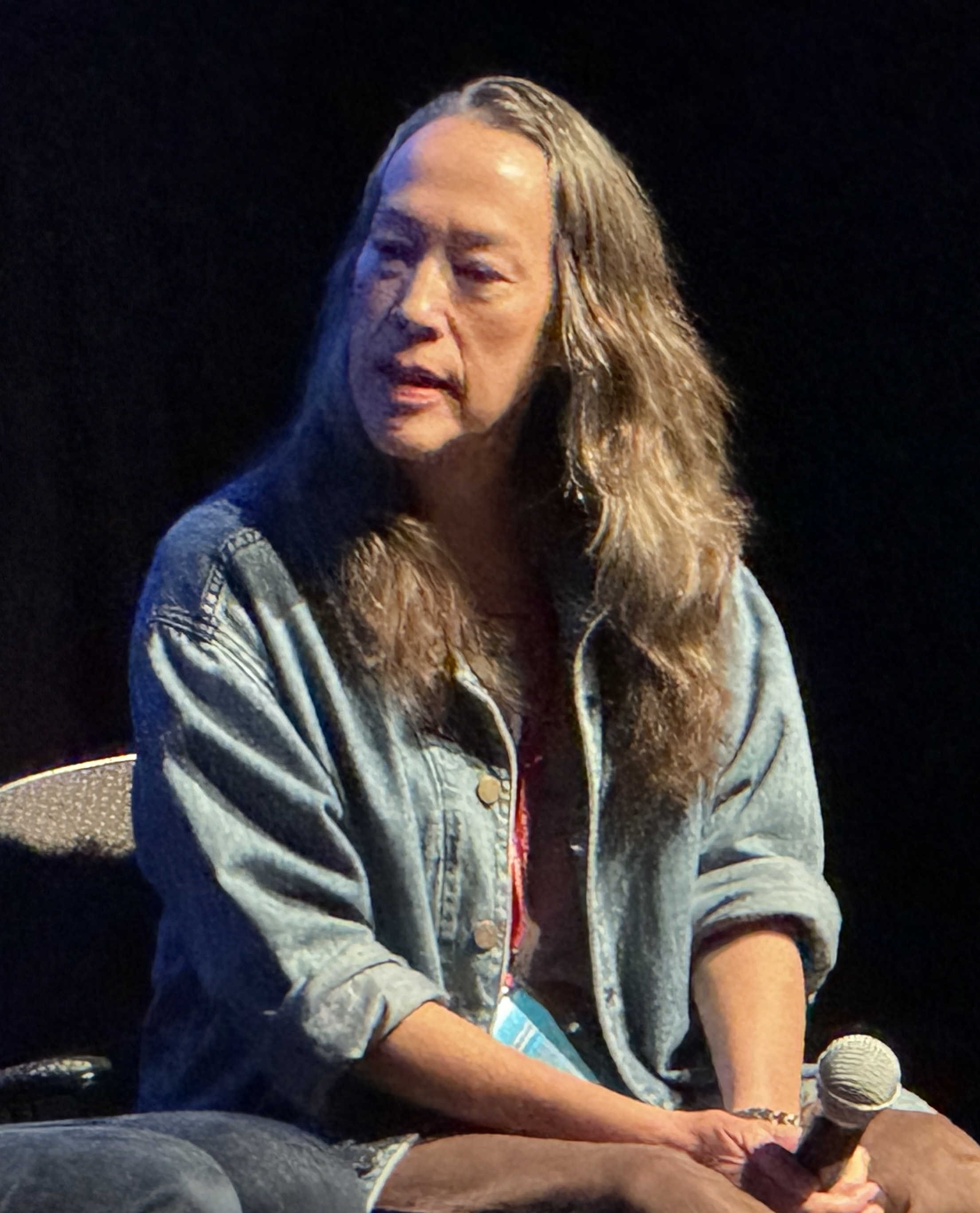
Karyn Kusama 2024

Karyn K. Kusama (* 21. März 1968 in Brooklyn, New York City) ist eine US-amerikanische Film- und Fernsehregisseurin sowie Drehbuchautorin.

## Leben
Nachdem die in Brooklyn geborene und in St. Louis aufgewachsene Kusama die film school der New York University 1992 mit ihrer Abschlussarbeit Sleeping Beauties verließ, nahm sie Boxunterricht. Dabei kam ihr die Idee eine Geschichte rund um das Boxen zu entwickeln. Es entstand das Drehbuch zu ihrem ersten Spielfilm Girlfight – Auf eigene Faust, den sie im Jahr 2000 verfilmte. Ihr Debütfilm wurde mehrfach ausgezeichnet und brachte ihr im Jahr 2000 beim Sundance Film Festival den Großen Preis der Jury und den Regiepreis ein. Kusama wurde ebenfalls auf den Festivals in Cannes und Deauville als Nachwuchstalent ausgezeichnet. Nach dem mäßigen Erfolg von Æon Flux (2005) war ihr dritter Film Jennifer’s Body – Jungs nach ihrem Geschmack, welcher 2009 in den Kinos anlief, jedoch wesentlich erfolgreicher.
Seit 2014 inszeniert Kusama überwiegend Folgen verschiedener Fernsehserien.

## Filmografie (Auswahl)
- 2000: Girlfight – Auf eigene Faust (Girlfight, auch Drehbuch)
- 2005: Æon Flux
- 2009: Jennifer’s Body – Jungs nach ihrem Geschmack (Jennifer’s Body)
- 2014–2017: Halt and Catch Fire (Fernsehserie, 4 Folgen)
- 2015: The Invitation
- 2015–2016: The Man in the High Castle (Fernsehserie, 2 Folgen)
- 2018: Destroyer
- 2021: Yellowjackets (Fernsehserie, 2 Folgen)